# سنتز کتون بلیز
سنتز کتون بلیز(به انگلیسی: Blaise ketone synthesis) یک واکنش شیمیایی در شیمی آلی است که طی آن یک گروه عاملی آسیل کلرید طی واکنش با یک ترکیب آلی روی دار ، تولید یک کتون می‌کند. 